# Kuixi (köpinghuvudort i Kina, Hunan Sheng, lat 28,23, long 110,82)
Kuixi (kinesiska: 奎溪, 奎溪镇) är en köpinghuvudort i Kina. Den ligger i provinsen Hunan, i den södra delen av landet, omkring 210 kilometer väster om provinshuvudstaden Changsha. Antalet invånare är 17 842. Befolkningen består av 8 735 kvinnor och 9 107 män. Barn under 15 år utgör 17,0 %, vuxna 15-64 år 70 %, och äldre över 65 år 12,0 %.
Runt Kuixi är det ganska tätbefolkat, med 192 invånare per kvadratkilometer. Det finns inga andra samhällen i närheten. I omgivningarna runt Kuixi växer i huvudsak blandskog.
Genomsnittlig årsnederbörd är 1 936 millimeter. Den regnigaste månaden är maj, med i genomsnitt 360 mm nederbörd, och den torraste är december, med 48 mm nederbörd.